# Edu Marangon
Carlos Eduardo Marangon, conocido como Edu Marangon o simplemente Edu (São Paulo, 2 de febrero de 1963), es un exfutbolista y entrenador brasileño. Jugaba de centrocampista y su último club fue el Bragantino de Brasil. 
El habilidoso armador jugó en la selección brasileña en 1987 y se destacó en equipos como Portuguesa, Palmeiras y Porto de Portugal, en donde fue campeón portugués en 1990. En el Flamengo disputó 15 partidos llegando a ser considerado como posible sucesor de Zico, lo que no se pudo confirmar, a pesar de la calidad de su fútbol.
El “Chico de la Mooca”, como era conocido, se destacaba por su pegada en los tiros libres y fue la gran sensación de la Copa São Paulo Júnior de 1983. Debido a esto, pasó a conformar el plantel profesional de Portuguesa, y debutó al año siguiente. Fue uno de los mejores mediocampistas de la historia de la Lusa y pieza fundamental en el subcampeonato del Campeonato Paulista de 1985. Llegó a ser convocado por Carlos Alberto Silva para la Selección Brasileña, pero una grave contusión en la rodilla acortó su estadía con la amarelinha.  
En 1995-96, tuvo un gran paso en Uruguay jugando en Nacional.

## Títulos

### Como jugador
Selección brasileña
- Torneo preolímpico: 1987
- Juegos Panamericanos Medalla de Oro: 1987
- Copa Stanley Rous: 1987

Portuguesa-SP
- Copa Mário Suenes: 1987

Flamengo-RJ
- Copa de Brasil: 1990
- Torneo de Verano de Nueva Friburgo: 1990
- Copa Marlboro: 1990
- Copa Sharp: 1990

Futebol Club Porto
- Campeonato Portugués: 1990
- Supercopa de Portugal: 1990

Yokohama Flügels
- Copa del Emperador: 1993
- Supercopa de Asia: 1995
- Recopa de la AFC: 1995

Inter de Limeira-SP
- Campeonato Paulista - Serie A2: 1996

### Como entrenador
- Copa São Paulo de Fútbol Júnior: 2002